# Національна рада України з питань розвитку науки і технологій

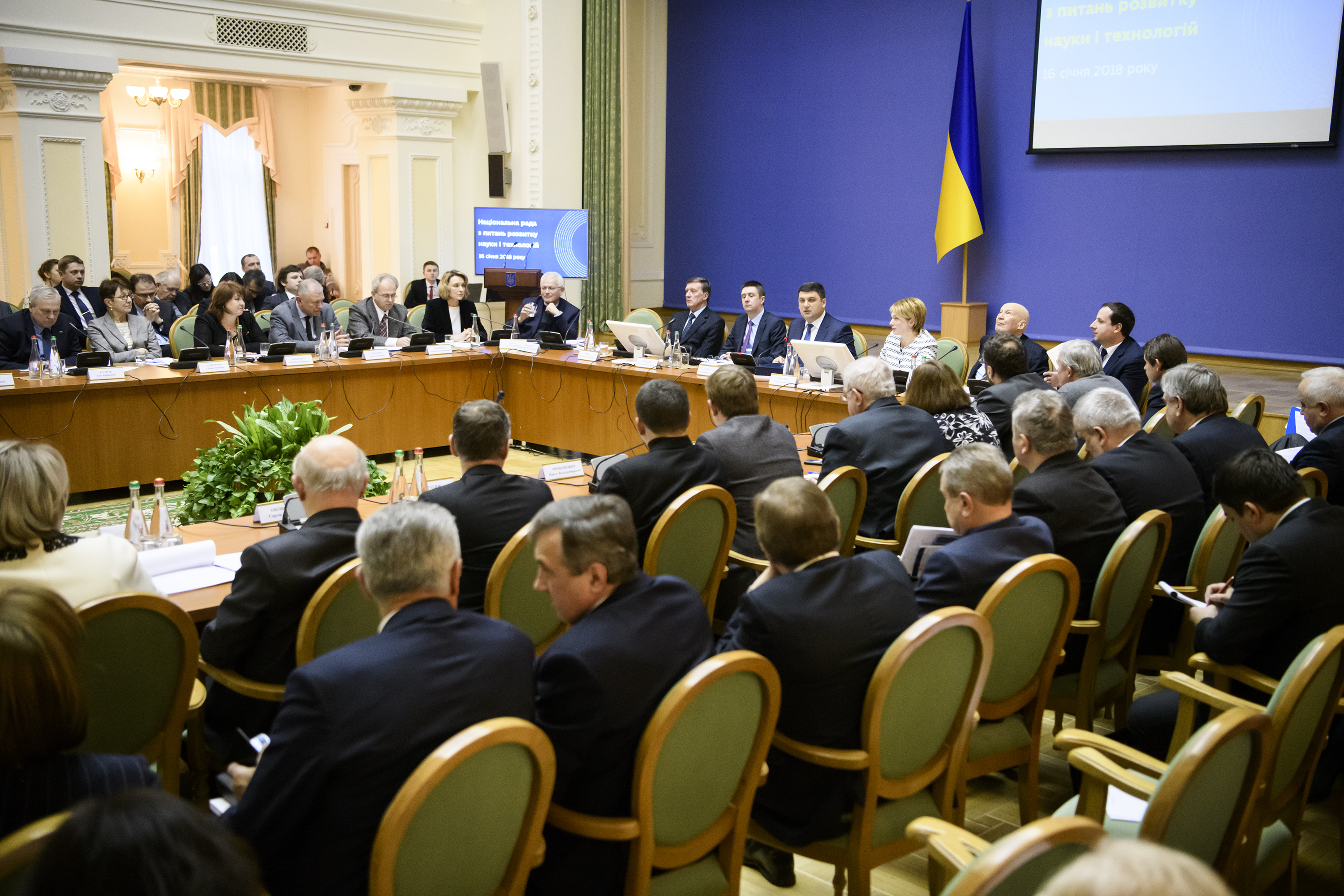
Прем’єр-міністр України Володимир Гройсман під час першого засідання Національної Ради України з питань розвитку науки і технологій

Національна рада України з питань розвитку науки і технологій є постійно діючим консультативно-дорадчим органом, що був створений 5 квітня 2017 року при Кабінетові Міністрів України з метою забезпечення ефективної взаємодії представників наукової громадськості, органів виконавчої влади та реального сектора економіки у формуванні та реалізації єдиної державної політики у сфері наукової і науково-технічної діяльності.
Перший склад ради було затверджено Кабінетом Міністрів України 9 серпня 2017 року.

## Законодавчий статус
Статус Ради чітко окреслений статтями 20-21 Закону України "Про наукову і науково-технічну діяльність".
Також особливості діяльності Ради висвітлені у Положенні про Національну раду України з питань розвитку науки і технологій, що було затверджено постановою Кабінету Міністрів України від 5 квітня 2017 р. № 226.

## Структура і склад
Рада складається з Наукового та Адміністративного комітетів, що мають однаковий кількісний склад. Головою Ради за посадою є Прем’єр-міністр України. Голова Ради має двох заступників, якими є голова Наукового комітету та голова Адміністративного комітету. Головою Адміністративного комітету за посадою є Міністр освіти і науки України.

### Механізм обрання Наукового комітету
Для виборів до Наукового комітету Національної ради було розроблено спеціальну методику згідно з Законом «Про науку та науково-технічну діяльність». Вчені ради наукових та науково-освітніх установ висувають кандидатів до Ідентифікаційного комітету з питань науки, який має розглядати заявки кандидатів до Наукового комітету Нацради. Спеціальна конкурсна комісія з 25 вчених з найбільшим індексом Гірша обирає з поданих кандидатів 9 найавторитетніших українських та іноземних учених. Надалі сформований Ідентифікаційний комітет оголошує конкурс на 24 місця в Науковому комітеті. Кандидати до Наукового комітету не мають права очолювати наукові установи, працювати в одній установі з членами Ідентифікаційного комітету та мати інші форми конфлікту інтересів з ними. 
Строк повноважень кожного з членів Наукового комітету не може перевищувати чотирьох років. Кожні два роки повинне відбуватися оновлення не менш як половини персонального складу Наукового комітету. Одна і та сама особа не може бути членом Наукового комітету більше двох строків. 
Перший склад Наукового комітету затверджується Кабінетом Міністрів України за пропозицією Ідентифікаційного комітету з питань науки у кількості 24 осіб, з яких 12 осіб включаються строком на чотири роки, 12 осіб - на два роки.
Порядок проведення оновлення складу Наукового комітету визначається у Положенні про конкурс щодо обрання членів Наукового комітету Національної ради з питань розвитку науки і технологій, затвердженому постановою Кабінету Міністрів України від 28 грудня 2016 р. № 1042 (Офіційний вісник України, 2017 р., № 4, ст. 146).
14 вересня 2016 року Кабінет Міністрів затвердив перший склад Ідентифікаційного комітету. До першого складу ввійшли 3 науковці з наукових установ України та 6 з іноземних установ. Серед членів комітету: Карло Віллем Йоаннес Беєнаккер (Нідерланди), Джордж Гамота (США), Валерій Гусинін (Україна), Олег Лаврентович (США), Матс Леннарт Ларссон (Швеція), Сергій Рябченко (Україна), Бертран Халперін (США), Юрій Шкуратов (Україна), Гюнтер Шток (Німеччина).
13 березня 2019 року відбулися зміни у складі Ідентифікаційного комітету: до нього ввели Стойку Ростислава Стефановича (Україна) - завідувача відділу регуляції проліферації клітин і апоптозу Інституту біології клітини Національної академії наук, члена-кореспондента Національної академії наук, вивівши з його складу Гюнтера Штока (Німеччина).
Перше засідання Ідентифікаційного комітету відбулося 22 жовтня 2016 року.  Наступні засідання відбулися 20 січня 2017 року, 28-30 травня 2017 року та 29-30 квітня 2019 року.

## Науковий комітет
Перший склад наукового комітету було обрано 30 травня 2017 року і затверджено урядом 9 серпня 2017 року.
Дванадцять нових членів Наукового комітету були обрані Ідентифікаційним комітетом на засіданні 29-30 квітня 2019 року і затверджені урядом 10 липня 2019 року.  

### Основний склад
1. Колежук Олексій Костянтинович, доктор фізико-математичних наук, фізик-теоретик, Київський національний університет, голова Наукового комітету.
2. Климчук Олександр Борисович, доктор геологічних наук, Інститут геологічних наук НАН України, заступник голови Наукового комітету.
3. Білоус Анатолій Григорович, доктор хімічних наук, Інститут загальної та неорганічної хімії імені В. І. Вернадського НАН України, голова Наукового комітету з 2017 по 2019 рр.
4. Ємець Алла Іванівна, доктор біологічних наук, клітинний біолог, генний інженер, Інститут харчової біотехнології та геноміки НАН України, голова робочої групи Наукового комітету зі створення Національного фонду досліджень України.
5. Анісімов Ігор Олексійович, доктор фізико-математичних наук, радіофізик, Київський національний університет.
6. Арбузова Світлана Борисівна, доктор медичних наук, Східно-Український спеціалізований центр медичної генетики та пренатальної діагностики.
7. Войтенко Нана Володимирівна, доктор біологічних наук, фізіолог, Інститут фізіології імені О. О. Богомольця НАН України.
8. Волков Роман Анатолійович, доктор біологічних наук, Чернівецький національний університет імені Юрія Федьковича.
9. Воробйова Ольга Петрівна, доктор філологічних наук, Київський національний лінгвістичний університет.
10. Гундорова Тамара Іванівна, доктор філологічних наук, літературознавець, Інститут літератури імені Тараса Шевченка НАН України.
11. Єгоров Ігор Юрійович, доктор економічних наук, Інститут економіки та прогнозування НАН України.
12. Жолос Олександр Вікторович, доктор біологічних наук, Київський національний університет імені Тараса Шевченка.
13. Зенкова Клавдія Юріївна, доктор фізико-математичних наук, Чернівецького національного університету імені Юрія Федьковича.
14. Ізотов Юрій Іванович, доктор фізико-математичних наук, астрофізик, Головна астрономічна обсерваторія НАН України.
15. Кондратенко Юрій Пантелійович, доктор технічних наук, Чорноморський національний університет імені Петра Могили.
16. Котречко Сергій Олексійович,  доктор фізико-математичних наук, Інститут металофізики імені Г. В. Курдюмова НАН України.
17. Слюсаренко Юрій Вікторович, доктор фізико-математичних наук, фізик-теоретик, Харківський фізико-технічний інститут.
18. Лисецький Лонгін Миколайович, доктор фізико-математичних наук, Інститут сцинтиляційних матеріалів НАН України.
19. Мчедлов-Петросян Микола Отарович, доктор хімічних наук, Харківський національний університет.
20. Стасик Олег Володимирович, доктор біологічних наук, біофізик, Інститут біології клітини НАН України, секретар Наукового комітету.
21. Ушакова Галина Олександрівна, доктор біологічних наук, Дніпровський національний університет імені Олеся Гончара.
22. Файнлейб Олександр Маркович, доктор хімічних наук, Інститут хімії високомолекулярних сполук НАН України.
23. Фоміна Марина Олександрівна, доктор біологічних наук, Інститут мікробіології і вірусології імені Д.К. Заболотного НАН України.
24. Черніга Роман Михайлович, доктор фізико-математичних наук, математик, Інститут математики НАН України.

### Резервний склад
1. Андрієвський Сергій Михайлович, доктор фізико-математичних наук, Одеський національний університет ім. І. І. Мечникова.
2. Жучок Анатолій Володимирович, доктор фізико-математичних наук, Луганський національний університет ім. Т. Шевченка.
3. Тимоха Олександр Миколайович, доктор фізико-математичних наук, Інститут математики НАН України.
4. Токовий Юрій Владиславович, доктор фізико-математичних наук, Інститут прикладних проблем механіки і математики ім. Я. С. Підстригача НАН України.
5. Куссуль Наталія Миколаївна, доктор технічних наук, Інститут космічних досліджень НАН України та Державне космічне агентство України.
6. Чебанов Валентин Анатолійович, доктор хімічних наук, «Науково-технологічний комплекс «Інститут монокристалів» НАН України.
7. Корнєєв Валерій Олексійович, доктор біологічних наук, Інститут зоології ім. І. І. Шмальгаузена НАН України.
8. Степанова Наталя Михайлівна, доктор медичних наук, Інститут нефрології Національної академії медичних наук України.
9. Кашпаров Валерій Олександрович, доктор біологічних наук, Національний університет біоресурсів і природокористування України.
10. Бистрова Юлія Олександрівна, доктор психологічних наук, Національний педагогічний університет ім. М. П.Драгоманова.

### Члени Наукового комітету, каденція яких завершилася
- Головач Юрій  Васильович, доктор фізико-математичних наук, фізик, Інститут фізики конденсованих систем НАН України
- Дідух Яків Петрович, доктор біологічних наук, ботанік, Інститут ботаніки імені М. Г. Холодного НАН України.
- Оковитий Сергій Іванович, доктор хімічних наук, Дніпровський національний університет імені Олеся Гончара.
- Парасюк Олег Васильович, кандидат хімічних наук, Східноєвропейський національний університет імені Лесі Українки.
- Прокопович Павло Володимирович, доктор філософії з економіки, Київська школа економіки.
- Стовпченко Ганна Петрівна, доктор технічних наук, металург, Інститут електрозварювання імені Є. О. Патона НАН України.
- Утєвський Сергій Юрійович, доктор біологічних наук, зоолог, Харківський національний університет.
- Фокін Андрій Артурович, доктор хімічних наук, Київський політехнічний інститут.

## Адміністративний комітет
Перший склад комітету затверджено Кабінетом Міністрів України 9 серпня 2017 року.
Кабінет Міністрів затвердив новий склад Адміністративного комітету Національної ради з питань розвитку науки і технологій 16 жовтня 2019 року.
До нього входять:
1. Новосад Ганна Ігорівна, Міністр освіти і науки України, голова Адміністративного комітету.
2. Полюхович Юрій Юрійович, перший заступник Міністра освіти і науки, заступник голови Адміністративного комітету.
3. Асташев Євген Вікторович, заступник Голови Фонду державного майна.
4. Бабічев Анатолій Валерійович, заступник голови Харківської облдержадміністрації.
5. Бакіров Віль Савбанович, ректор ХНУ.
6. Бобало Юрій Ярославович, ректор Львівської політехніки.
7. Гадзало Ярослав Михайлович, президент НААН.
8. Грицай Ірина Олегівна, заступник голови Дніпропетровської облдержадміністрації.
9. Джигир Юрій Анатолійович, заступник Міністра фінансів України.
10. Качурець Младена Ігорівна, заступник Міністра охорони здоров’я України.
11. Кремень Василь Григорович, президент НАПН.
12. Крилас Василь Дмитрович, заступник Генерального директора з виробництва Державного концерну «Укроборонпром».
13. Мартинюк Віктор Семенович, проректор із наукової роботи КНУ.
14. Міхеєв Володимир Сергійович, заступник Голови ДКАУ.
15. Пасічник Віталій Анатолійович, проректор з наукової роботи Національного технічного університету «Київський політехнічний інститут імені Ігоря Сікорського».
16. Патон Борис Євгенович, президент НАН України.
17. Петришин Олександр Віталійович, президент НАПрН.
18. Поворозник Микола Юрійович, перший заступник голови Київської міськдержадміністрації.
19. Романович Дмитро Олегович, заступник Міністра розвитку економіки, торгівлі та сільського господарства.
20. Руснак Іван Степанович, перший заступник Міністра оборони України.
21. Ставчук Ірина Іванівна – заступник Міністра енергетики та захисту довкілля.
22. Цимбалюк Віталій Іванович, президент НАМН.
23. Чебикін Андрій Володимирович, президент Національної академії мистецтв.

### Члени Адміністративного комітету, каденція яких завершилася
- Гриневич Лілія Михайлівна, Міністр освіти і науки України, голова комітету.
- Стріха Максим Віталійович, заступник Міністра освіти і науки, заступник голови комітету.
- Богуцький Юрій Петрович, віце-президент НАМ.
- Гусак Юрій Аркадійович, начальник  Воєнно-наукового  управління Генерального штабу Збройних Сил України.
- Згуровський Михайло Захарович, ректор КПІ ім. Ігоря Сікорського.
- Карп Галина Василівна, перший  заступник  Міністра енергетики та вугільної промисловості.
- Ковальова Олена Вікторівна, заступник  Міністра  аграрної  політики  та продовольства.
- Лінчевський Олександр Володимирович, заступник Міністра охорони здоров’я.
- Марченко Сергій Михайлович, заступник Міністра фінансів.
- Пліс Геннадій Володимирович, перший заступник голови КМДА.
- Полуйко Василь Юліанович, заступник  Міністра  екології  та  природних ресурсів.
- Примаков Каміль Юрійович, заступник голови Дніпропетровської облдержадміністрації.
- Тітарчук Михайло Іванович, заступник Міністра економічного розвитку і торгівлі.
- Херувімов Артур Володимирович, заступник генерального директора Укроборонпрому з розвитку.

## Офіційні засідання

### I засідання
16 січня 2018 року у Кабінеті міністрів України відбулося I засідання національної ради, на якому прийняті конкретні рішення щодо розвитку науки у державі в найближчій перспективі.

### II засідання
Наступне засідання відбулося 30 листопада 2018 року під головуванням Л. М. Гриневич. На ньому було схвалено персональний склад Наукової ради НФДУ та рекомендовано Кабінету Міністрів затвердити його в установленому порядку. Також прийнято ряд важливих рішень про розроблення порядку оплати праці працівників Фонду, поетапного збільшення його фінансування та обговорено ряд інших питань.